# 신태인초등학교
신태인초등학교는 대한민국 전북특별자치도 정읍시 신태인읍 신태인리에 있는 공립 초등학교이다.

## 학교 연혁
- 1923년 5월 20일 신태인공립보통학교(4년제) 개교설립인가 5월 18일
- 1925년 4월 22일 6년제 인가
- 1938년 4월 1일 신태인제일공립심상소학교로 개칭
- 1941년 4월 1일 신태인남공립국민학교로 개칭
- 1981년 3월 1일 병설유치원 개원
- 1996년 8월 26일 강당 준공식
- 2000년 3월 1일 신태인읍 4개교(중앙초, 서지말초, 화호초, 신태인초) 통폐합
- 2002년 2월 20일 신축 학교 개관식
- 2009년 7월 9일 영어체험센터 개관식

## 참고 자료
- 신태인초등학교 - 한국교육학술정보원 학교알리미